# Четири гране Мабиногија
Четири гране Мабиногија (вел. Pedair Cainc Y Mabinogi) представљају најраније прозне приче у британској књижевности, које су написане у Велсу, на средњевелшком језику. Сматра се да су Мабиногији једно дело у четири дела или „гране”. Повезане приче могу се читати као митологија, политичке теме, романсе или магијске фантазије. Ове приче су и данас популарне у облику књига, приповедања или позоришних представа; појављују се у аудио снимцима и на филму, и настављају да инспиришу нова тумачења у уметности и савременој прози.

## Преглед
Приче су сакупљене из усмене традиције у 11. веку. Сачуване су у приватним породичним библиотекама путем средњовековних рукописа, од којих две главне верзије и неколико фрагмената постоје и данас. Рана савремена проучавања Мабиногија посматрала су ове приче као збркану велшку митологију, што је подстакло покушаје да се оне „спасу” или реконструишу. Од 1970-их година, ове приче се све више препознају као сложена секуларна књижевност, иако укорењена у велшкој митологији и обогаћена њеним елементима. Карактерише их снажно развијена карактеризација, као и политичке, етичке и родне теме, уз маштовите фантазије. Стил писања је цењен због своје привидне једноставности и прецизне јачине израза, као и због сложених паралелизама и одраза који се често пореде са келтским чворовима. Свет представљен у Мабиногијима протеже се широм Велса, Ирске и Енглеске. Он приказује легендарну Британију као уједињену земљу под једним краљем, али са снажним засебним кнежевинама, где се домаћи велшки закон, hud (магија), и романса спајају у јединствену синергију. Као могући аутори Четири гране предлагани су Рагаварх и Гвенхлиан верх Грифит.
Свака Грана садржи неколико епизода у низу и свака је насловљена по једном главном јунаку. Њихови савремени називи су: Пуил, Бранвен, Манавидан и Мат. Међутим, у средњовековним рукописима Гране нису биле именоване. Само један лик се појављује у све четири гране — Придери, иако ни у једној од њих није доминантан или централни лик.

## Гране
- Мабиноги о Пуилу говори о херојском и магичном боравку Пуила у Ануну, свету духова. Током те авантуре, он мења обличје, чува чедност и учествује у двобоју — све то доводи до стварања моћног савеза. Девојка Ријанон сама му се удвара, а он јој помаже да се ослободи и уда за њега. Након тога следи чудновата отмица њиховог тек рођеног сина, који ће бити спасен, одгајан и враћен родитељима захваљујући добром господару Тејрнону из краљевства Гвент. Дете добија име Придери.

- Мабиноги о Бранвен прати Бранвенину удају за ирског краља, који је потом злоставља због увреде коју му је нанео њен полубрат Евнисијен. Из тог сукоба развија се трагичан, готово истребљујући рат који Евнисијен подстиче, а у коме се појављује магични Котao који може да васкрсне мртве. Њихов брат, џиновски краљ Бран, умире, али његова глава наставља да „живи”. Придери се у причи помиње само као преживели ратник, док Бранвен умире од жалости — сломљеног срца.

- Мабиноги о Манавидану прати Манавидана, брата Бранвен, наследник британског престола, који постаје добар Придеријев пријатељ током рата. Придери организује брак свог пријатеља са Ријанон. Након што је земља Дивед опустошена, он путује по Енглеској, где оснива занатске радње. Чаробна замка уклања Придерија и Ријанон, а Манавидан постаје фармер. Успешно преговара о њиховом ослобођењу, као и обнови земље, суочавајући се са злотвором који стоји иза свега овога.

- Мабиноги о Мату представља мрачну серију обмана и издаја: рат са Диведом, смрт Придерија, двоструко силовање једне девице и одбацивање непожељног јуначког сина од стране поносне Арианрод. Њен магијски брат Гвидион је архитекта свих ових судбина. Он ствара вештачку трудноћу и прелепу жену. Та жена, Блодејвед, креира издајнички љубавни троугао и врши убиство на необичан начин. Гвидион потом креће на шаманско путовање како би се искупио за своје поступке.

## Локације
Неке од локација споменутих у тексту се могу пронаћи у стварности. Многе су повезане са Арбертом и околним крајем. Неке од њих нису идентификоване и могу бити методолошке или захтевају даља археолошка и историјска открића (нпр. Каер Датил).